# Cock van der Hulst

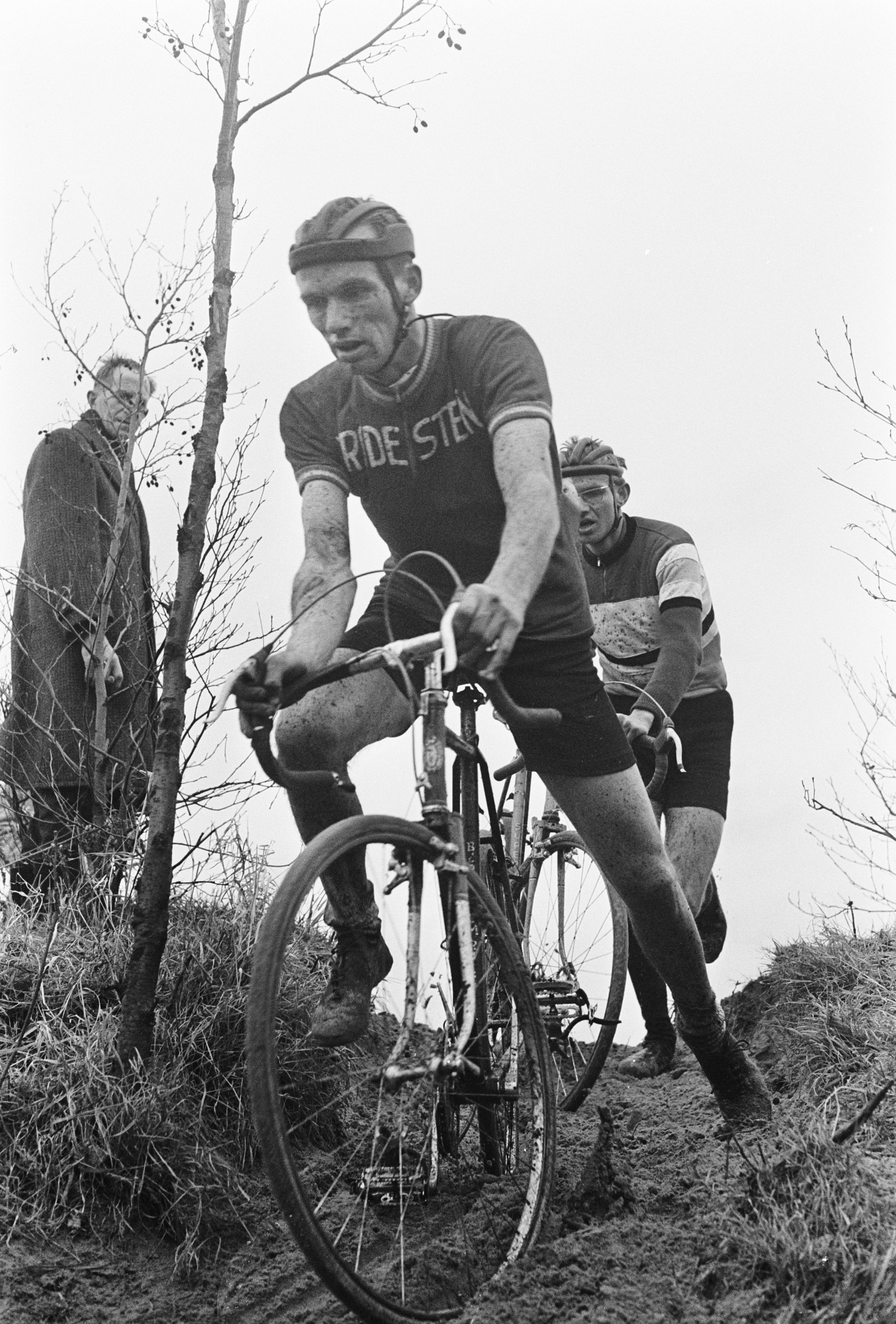
Cock van der Hulst (1967)

Cock van der Hulst (* 27. Dezember 1942 in Zoeterwoude; † 21. November 2020) war ein niederländischer Radrennfahrer und nationaler Meister im Radsport.

## Sportliche Laufbahn
Cock van der Hulst war im Querfeldeinrennen (heutige Bezeichnung Cyclosport) aktiv. 1968 gewann er die niederländische Meisterschaft vor Huub Harings, 1973 vor Gerrit Scheffer. 1965, 1970 und 1972 wurde er Vize-Meister. 1964 und 1969 Dritter der Meisterschaft. 
1968 holte er beim Sieg von Roger De Vlaeminck die Bronzemedaille beim Amateur-Rennen der UCI-Cyclocross-Weltmeisterschaften. Zuvor war er (im offenen Rennen für Profis und Amateure) 1964 22. und 1965 21. geworden.

## Familiäres
Seine Enkelin Amber van der Hulst wurde ebenfalls Radrennfahrerin.